# Wholphin

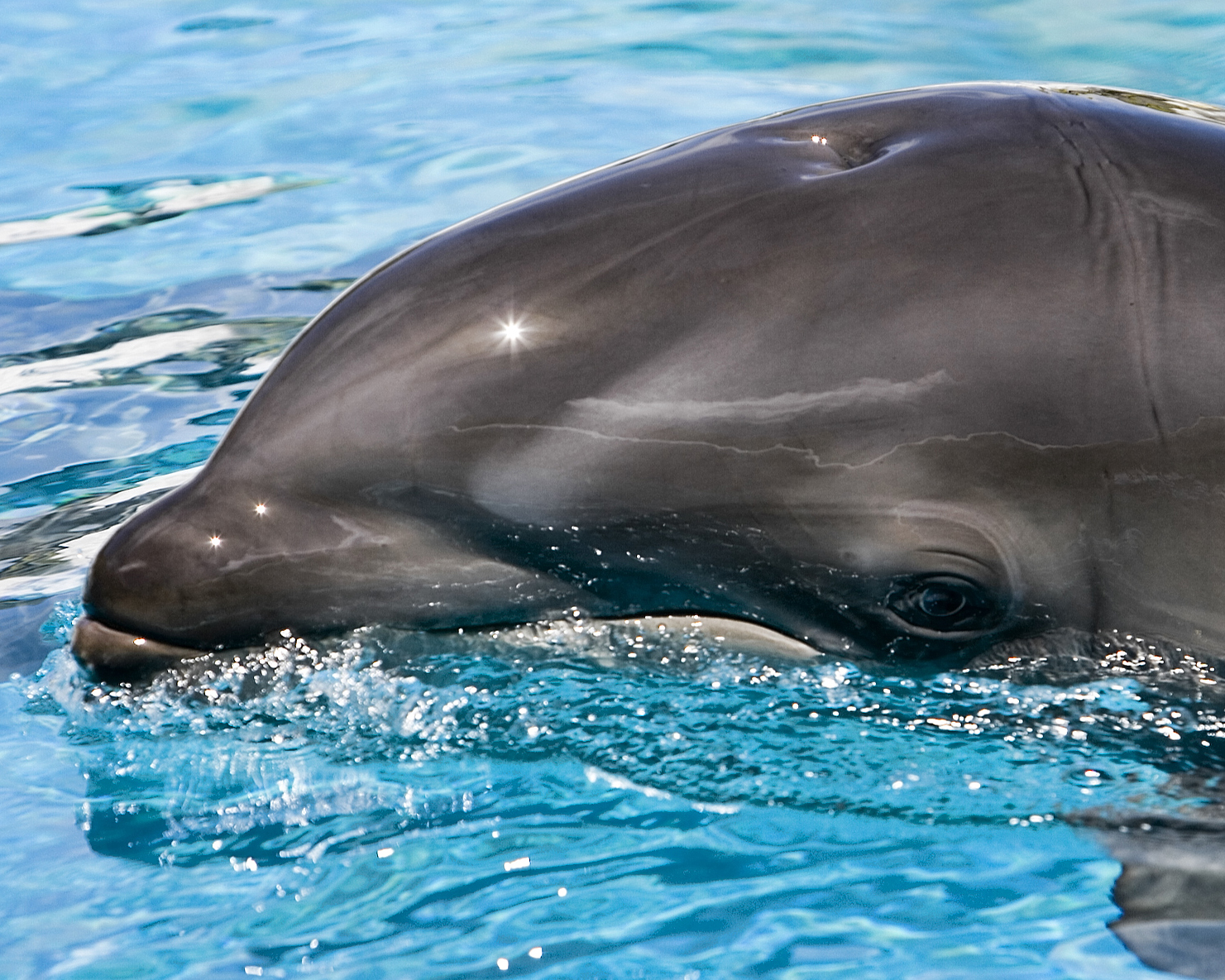
Wholphin de 9 mois

Le wholphin (parfois appelé balphin ou whalphin) est un animal hybride rare, de la famille des delphinidés, issu d'une fausse orque (Pseudorca crassidens) et d'un grand dauphin (Tursiops truncatus).

## Description
Il n'en existe actuellement que deux spécimens vivant en captivité, au Sea Life Park d'Hawaii.
Le premier est né le 15 mai 1985, alors qu'une femelle grand dauphin et un mâle fausse orque partageaient le même bassin. La taille, la couleur et la forme du wholphin sont intermédiaires entre celles des espèces parentales. Dénommée Kekaimalu, elle a 66 dents — intermédiaire entre le grand dauphin (88 dents) et la fausse orque (44 dents). Kekaimalu s'est avérée être fertile et a eu trois petits. Le premier est décédé après quelques jours seulement. En 1991, elle donne naissance à une femelle, Pohaikealoha, qui atteint l'âge de 9 ans. Le 23 décembre 2004, Kekaimalu accouche de son 3e petit, encore une femelle, dénommée Kawili'Kai, qu'elle a fait avec un mâle grand dauphin.

## Histoire
En 1981, le monde voit naître le premier wholphin dans le parc aquatique de Sea World à Tokyo. Il s’agit du premier cas documenté, d’après une actualité relatée par le journal Chicago Tribune. Or, le spécimen meurt seulement 200 jours après sa naissance. En effet, il y a un taux de mortalité élevé parmi cet hybride rare, raison supplémentaire pour laquelle les wholphins sont si rares.